# Blue Mountain (Mississipi)
Blue Mountain és una població dels Estats Units a l'estat de Mississipi. Segons el cens del 2000 tenia 670 habitants.

## Demografia
Segons el cens del 2000, Blue Mountain tenia 670 habitants, 241 habitatges, i 161 famílies. La densitat de població era de 224,9 habitants per km².
Dels 241 habitatges en un 33,2% hi vivien nens de menys de 18 anys, en un 51% hi vivien parelles casades, en un 12,4% dones solteres, i en un 32,8% no eren unitats familiars. En el 28,2% dels habitatges hi vivien persones soles el 12,9% de les quals corresponia a persones de 65 anys o més que vivien soles. El nombre mitjà de persones vivint en cada habitatge era de 2,48 i el nombre mitjà de persones que vivien en cada família era de 3.
Per edats la població es repartia de la següent manera: un 24,2% tenia menys de 18 anys, un 21% entre 18 i 24, un 22,7% entre 25 i 44, un 19,3% de 45 a 60 i un 12,8% 65 anys o més.
L'edat mediana era de 29 anys. Per cada 100 dones de 18 o més anys hi havia 76,4 homes.
La renda mediana per habitatge era de 27.969 $ i la renda mediana per família de 40.833 $. Els homes tenien una renda mediana de 28.661 $ mentre que les dones 23.750 $. La renda per capita de la població era de 12.870 $. Entorn del 17,3% de les famílies i el 20,6% de la població estaven per davall del llindar de pobresa.

## Poblacions més properes
El següent diagrama mostra les poblacions més properes.